# Campeonato Europeo de Waterpolo Femenino de 2014
El XV Campeonato Europeo de Waterpolo Femenino se celebró en Budapest (Hungría) entre el 16 y el 26 de julio de 2014 bajo la organización de la Liga Europea de Natación (LEN) y la Federación Húngara de Natación. Paralelamente se celebró el XXXI Campeonato Europeo de Waterpolo Masculino.
Los partidos se realizaron en el Centro Nacional de Natación Alfréd Hajós de la capital húngara. Compitieron en el evento 8 selecciones nacionales afiliadas a la LEN por el título europeo, cuyo anterior portador era la selección de Italia, ganadora del Europeo de 2012.
El equipo de España conquistó su primer título europeo al vencer en la final al equipo de los Países Bajos con un marcador de 10-5. El conjunto de Hungría ganó la medalla de bronce en el partido por el tercer puesto contra el equipo de Italia.

## Grupos
| Grupo A      | Grupo B |
| ------------ | ------- |
| Hungría      | España  |
| Países Bajos | Rusia   |
| Grecia       | Italia  |
| Reino Unido  | Francia |

## Primera fase
- Todos los partidos en la hora local de Budapest (UTC+2).

El primer equipo de cada grupo pasa directamente a los cuartos de final. Los equipos clasificados en segundo y tercer puesto tienen que disputar primero la clasificación a cuartos.

### Grupo A
| Equipo       | J | G | E | P | GF | GC | DG  | PTS |
| ------------ | - | - | - | - | -- | -- | --- | --- |
| Países Bajos | 3 | 3 | 0 | 0 | 32 | 23 | +9  | 9   |
| Hungría      | 3 | 2 | 0 | 1 | 39 | 24 | +15 | 6   |
| Grecia       | 3 | 1 | 0 | 2 | 23 | 28 | -5  | 3   |
| Reino Unido  | 3 | 0 | 0 | 3 | 17 | 36 | -19 | 0   |

- Resultados

| Fecha | Hora  | Partido      | Partido | Partido      | Resultado |
| ----- | ----- | ------------ | ------- | ------------ | --------- |
| 16.07 | 13:00 | Reino Unido  | -       | Grecia       | 7-9       |
| 16.07 | 17:30 | Países Bajos | -       | Hungría      | 12-11     |
| 18.07 | 14:30 | Reino Unido  | -       | Países Bajos | 5-11      |
| 18.07 | 17:30 | Hungría      | -       | Grecia       | 12-7      |
| 20.07 | 14:30 | Países Bajos | -       | Grecia       | 9-7       |
| 20.07 | 17:30 | Reino Unido  | -       | Hungría      | 5-16      |

### Grupo B
| Equipo  | J | G | E | P | GF | GC | DG  | PTS |
| ------- | - | - | - | - | -- | -- | --- | --- |
| España  | 3 | 2 | 0 | 1 | 39 | 22 | +17 | 6   |
| Italia  | 3 | 2 | 0 | 1 | 35 | 26 | +9  | 6   |
| Rusia   | 3 | 2 | 0 | 1 | 38 | 28 | +10 | 6   |
| Francia | 3 | 0 | 0 | 3 | 14 | 50 | -36 | 0   |

- Resultados

| Fecha | Hora  | Partido | Partido | Partido | Resultado |
| ----- | ----- | ------- | ------- | ------- | --------- |
| 16.07 | 14:30 | Italia  | -       | Francia | 14-4      |
| 16.07 | 16:00 | Rusia   | -       | España  | 10-9      |
| 18.07 | 13:00 | Francia | -       | España  | 4-18      |
| 18.07 | 16:00 | Rusia   | -       | Italia  | 10-13     |
| 20.07 | 13:00 | Rusia   | -       | Francia | 18-6      |
| 20.07 | 16:00 | Italia  | -       | España  | 8-12      |

## Fase final

### Cuartos de final
| Fecha | Hora  | Partido | Partido | Partido | Resultado |
| ----- | ----- | ------- | ------- | ------- | --------- |
| 22.07 | 16:30 | Hungría | -       | Rusia   | 11-7      |
| 22.07 | 18:00 | Italia  | -       | Grecia  | 11-9      |

### Semifinales
| Fecha | Hora  | Partido | Partido | Partido      | Resultado       |
| ----- | ----- | ------- | ------- | ------------ | --------------- |
| 24.07 | 16:30 | Hungría | -       | España       | 8-9             |
| 24.07 | 18:00 | Italia  | -       | Países Bajos | 8-8 (11-12 pen) |

### Tercer lugar
| Fecha | Hora  | Partido | Partido | Partido | Resultado |
| ----- | ----- | ------- | ------- | ------- | --------- |
| 26.07 | 16:30 | Hungría | -       | Italia  | 10-9      |

### Final
| Fecha | Hora  | Partido | Partido | Partido      | Resultado |
| ----- | ----- | ------- | ------- | ------------ | --------- |
| 26.07 | 18:00 | España  | -       | Países Bajos | 10-5      |

## Medallero
| España | Países Bajos | Hungría |
| Marta Bach Pascual Andrea Blas Martínez Anna Espar Llaquet Laura Ester Ramos María del Carmen García Patricia Herrera Fernández Laura López Ventosa Ona Meseguer Flaqué Lorena Miranda Dorado Matilde Ortiz Reyes Jennifer Pareja Lisalde María del Pilar Peña Roser Tarragó Aymerich | Amarens Genee Dagmar Genee Laura van der Graaf Anne Heinis Lieke Klaassen Maud Megens Leonie van der Molen Marloes Nijhuis Vivian Sevenich Catharina van der Sloot Miloushka Smit Nomi Stomphorst Debby Willemsz | Dóra Antal Flóra Bolonyai Barbara Bujka Dóra Csabai Dóra Czigány Edina Gangl Anna Krisztina Illés Rita Keszthelyi Dóra Kisteleki Hanna Kisteleki Gabriella Szűcs Orsolya Takács Ildikó Tóth |
| Miguel Ángel Oca (seleccionador) | Arno Havenga (seleccionador) | András Merész (seleccionador) |

Fuente:  (enlace roto disponible en Internet Archive; véase el historial, la primera versión y la última).

## Estadísticas

### Clasificación general
| 1. España       |
| 2. Países Bajos |
| 3. Hungría      |
| 4. Italia       |
| 5. Rusia        |
| 6. Grecia       |
| 7. Francia      |
| 8. Reino Unido  |

### Máximas goleadoras
| N.º | Nombre                  | Selección | Goles | Tiros | %      | Partidos jugados |
| --- | ----------------------- | --------- | ----- | ----- | ------ | ---------------- |
| 1   | Rita Keszthelyi         | Hungría   | 19    | 47    | 40,4 % | 6                |
| 2   | Roser Tarragó           | España    | 16    | 37    | 43,2 % | 5                |
| 3   | María del Carmen García | España    | 14    | 23    | 60,9 % | 5                |
| 4   | Yekaterina Prokofieva   | Rusia     | 13    | 28    | 46,4 % | 5                |
| 4   | Roberta Bianconi        | Italia    | 13    | 30    | 43,3 % | 6                |
| 6   | Barbara Bujka           | Hungría   | 12    | 31    | 38,7 % | 6                |

Fuente: 